# Pauline
Pauline (ポリーン Porīn?) es un personaje de las franquicias de videojuegos Mario y Donkey Kong de Nintendo. Fue creada por el diseñador de videojuegos japonés Shigeru Miyamoto y debutó como Lady, la damisela en apuros del juego arcade Donkey Kong de 1981. En el juego, es secuestrada por Donkey Kong y debe ser rescatada por su interés amoroso, Mario.
Es uno de los primeros ejemplos del arquetipo de la damisela en apuros en los videojuegos, un cliché que persistió en las décadas siguientes. Pauline fue reemplazada por la Princesa Peach como el interés amoroso de Mario en la serie Super Mario, aunque continuó apareciendo como amiga de Mario en la serie Mario vs. Donkey Kong. En 2017, reapareció como personaje secundario en Super Mario Odyssey con un nuevo rol como alcaldesa de Ciudad Nueva Donk. Desde entonces, ha aparecido como personaje jugador en varios juegos derivados de Mario, como Mario Tennis Aces, Mario Kart Tour, Mario Golf: Super Rush, Mario Strikers: Battle League, Mario Kart 8 Deluxe, Super Mario Party Jamboree y Mario Kart World. En 2025, Pauline apareció como personaje principal en Donkey Kong Bananza, donde interpretó a la joven compañera de Donkey Kong.

## Apariciones
Su primera aparición fue en 1981 en el juego Donkey Kong, en el cual era secuestrada por el gorila, y posteriormente rescatada por Mario (conocido como Jumpman en esa época), de igual manera en 1982 vuelve en Game & Watch: Donkey Kong donde Mario debe volver a rescatarla. En 1983, hace su tercera aparición en el juego Pinball para NES, en esa misma década de los 80 fue parte de la serie Saturday Supercade junto con Mario y Donkey Kong, la sinopsis se basa en que ella y Mario persiguen a Donkey Kong tratando de regresarlo al circo, años después en 1994 vuelve aparecer en Donkey Kong para Game Boy, siendo nuevamente la damisela en apuros.
Pauline aparece después de 12 años de ausencia en el juego de Nintendo DS, Mario vs. Donkey Kong 2: La marcha de los minis, en el cual es la invitada especial para la inauguración de la nueva fábrica de juguetes, donde esta es secuestrada por DK, empezando una historia clásica de Mario al rescate. Ha aparecido en cada juego de Mario vs. Donkey Kong desde entonces, también aparece en Super Smash Bros. para Nintendo 3DS y Wii U como Trofeo y en Super Smash Bros. Ultimate como espíritu y en el nivel del ayuntamiento de New Donk donde sale con su banda al tocar su clásica canción Jump Up Super Star.[cita requerida]
Pauline aparece en el videojuego de Super Mario Odyssey como alcaldesa de New Donk City, siendo interpretada por Kate Higgins. También aparece como personaje jugable por primera vez en Mario Tennis Aces.
El 25 de septiembre de 2019, Pauline se agregó al juego para teléfonos móviles, Mario Kart Tour, siendo el primer personaje megasingular desbloqueable del juego, comenzando en la Temporada de Nueva York. Su habilidad especial es la Ruleta del 7.
En la temporada de Fiestas (2019), aparece la primera variante megasingular de Pauline con motivo de la fiesta de Fin de Año llamada Pauline "Fiesta"  que estuvo disponible del 25 al 31 de diciembre de 2019, su habilidad especial es la caja de monedas; esto hace que Pauline pasara a ser un personaje exclusivo a un personaje de gama alta regular disponible en cualquier tubería.
Para la temporada Peach vs. Daisy, Pauline obtiene una segunda variante con motivo del día de San Valentín llamada Pauline "Rosas". Su habilidad especial es la Flor de Fuego.
Para la temporada de Tuberías, Pauline obtiene una tercera variante llamada Pauline "Vaquera" con la Flor Bumerán como su habilidad especial.
Para la actualización de Mario Strikers: Battle League Football, Pauline junto con Diddy Kong llegan al juego en la oleada 2 del DLC.
En Super Mario Bros.: La película (2023), Pauline aparece como la alcadesa de Nueva York (lugar en donde viven Mario y Luigi). Fue interpretada por Jessica DiCicco.
En Mario Kart 8 Deluxe (2023), en la ola 6, Pauline aparece como personaje jugable, junto con Diddy Kong, Funky Kong y Peachette.
En Super Mario Party Jamboree, aparece como personaje jugable por primera vez, junto con Ninji.
En Mario Kart World, aparece como personaje jugable.
En Donkey Kong Bananza, aparece como personaje jugable junto con Donkey Kong.
También ha salido en varios cameos como en Nintendo Land, Super Mario Run, Captain Toad: Treasure Tracker, Ring Fit Adventure, entre otros.

### Lista de juegos donde aparece Pauline
- Donkey Kong
- Game & Watch: Donkey Kong
- Pinball
- Donkey Kong 94 [7]
- Mario vs. Donkey Kong 2: La marcha de los minis [8]
- Mario vs. Donkey Kong: Minis March Again! [8]
- Mario vs. Donkey Kong: Mini-Land Mayhem! [9][8]
- Mario and Donkey Kong: Minis on the Move [8]
- Mario vs. Donkey Kong: Tipping Stars [8]
- Super Smash Bros. para Nintendo 3DS y Wii U (Como trofeo)[10]
- Super Smash Bros. Ultimate (Como espíritu y en el nivel del ayuntamiento de New Donk)[10]
- Nintendo Land (En el minijuego Donkey Kong's Crash Course)
- Super Mario Odyssey [2][7][11]
- Mario Tennis Aces [3][12]
- Super Mario Run (Como estatua)[13]
- Captain Toad: Treasure Tracker (En una valla publicitaria)[14]
- Mario Kart Tour [5]
- Ring Fit Adventure (Sale en la imagen de fondo mientras suena Jump Up Super Star en el Modo de Ritmo)
- Mario Golf: Super Rush
- Mario Strikers: Battle League
- Mario Kart 8 Deluxe (DLC)
- Super Mario Party Jamboree
- Mario Kart World
- Donkey Kong Bananza

### Series
- Saturday Supercade [15]

### Películas
- Super Mario Bros.: La película (2023)

## Apariencia
En el juego Donkey Kong (1981), Pauline es una damisela en peligro, trae un vestido rosado y unos zapatos de tacón azules, tiene el pelo con tres trenzas de color castaño claro. En la serie Saturday Supercade (1983), Pauline es rubia con un vestido rojo.
Desde Mario vs. Donkey Kong 2: La marcha de los minis (2006), su aspecto cambia, teniendo un vestido largo de color rojo, ojos azules claros, tacones negros altos, cabello suelto y largo de color castaño oscuro, tiene un brazalete dorado en la muñeca izquierda, aretes dorados, sombra morada en los ojos, y labial rojo.
En Super Mario Odyssey (2017), su aspecto es más humano. En festivales tiene su típica apariencia, pero ahora su vestido tiene brillos y lleva un sombrero rojo. Cuando está de alcaldesa usa un traje formal rojo y un sombrero morado.
En Mario Tennis Aces (2018), usa una visera blanca y roja, una toga roja y zapatillas negras.
En Mario Kart Tour (2019), ella conduce con su atuendo original.
Para la temporada de Fiestas, obtiene una nueva variante conocida como Pauline "Fiesta", lleva un atuendo con motivo de la fiesta de Fin de Año que consiste en una camisa corta plateada, vestido rojo corto, tacones rojos, guantes de concertista negros, aretes en forma de esfera y su cabello esta adornado con corazones y estrellas. 
En la temporada Peach vs. Daisy tiene un nuevo atuendo exclusivo para dicha temporada y se le conoce como Pauline "Rosas"; lleva unas rosas en sus manos, vestido negro con degradado rojo, tacones rojos, bufanda roja, aretes de corazón y sombrero rojo.
Y en la temporada de tuberías tiene un atuendo exclusivo para esta temporada y se le conoce como Pauline "Vaquera"; lleva un sombrero de vaquero rojo, traje de vaquero, botas con tacones rojos y guantes rojos.[cita requerida]
En Mario Golf: Super Rush (2021), ella aparece con un atuendo similar al juego  Mario Tennis Aces siendo una blusa roja y pantalones negros.
En Mario Strikers: Battle League Football (2022), ella aparece con el mismo micrófono de Super Mario Odyssey y la animación ganadora se escucha una parte de la canción "Jump Up, Super Star".
En Mario Kart 8 Deluxe (2017), ella aparece como personaje jugable en el DLC. Al igual que otros personajes femeninos humanos, Pauline usa un traje de motociclista cuando conduce motocicletas y cuatrimotos. Al igual que Peach, cuando conduce motocicletas y cuatrimotos, su cabello está atado en una coleta; pero su cabello vuelve a estar como antes cuando conduce karts.
En Mario Kart World (2025), ella aparece como personaje jugable, pero Pauline solamente tiene su traje de motocicleta y con su cola de caballo en su cabello.
En Donkey Kong Bananza (2025) ella aparece como una niña de 13 años.

## Poderes y Habilidades
Al ser una mujer normal no cuenta con ningún poder o hasta el momento no ha demostrado tener alguno, tiene una gran mentalidad de empresaria y una gran habilidad en los negocios y esto se demuestra en la saga de Mario vs. Donkey Kong cuando pone a prueba la fábrica de juguetes Mario y ayuda a Mario a inaugurar el parque de diversiones de Mini Landia, dirige la gran ciudad de New Donk City como alcaldesa y es una grandiosa cantante. En Mario Strikers demuestra ser fuerte y tener una gran velocidad. En Donkey Kong Bananza su habilidad es el canto para tener habilidades nuevas de Donkey Kong.

## Personalidad
Hasta la fecha, ha demostrado ser un personaje amable, que no guarda ningún tipo de rencor, esto se refleja cuando Donkey Kong rapta constantemente a Pauline, se asusta cuando lo hace pero ésta no le guarda odio, a diferencia de Peach con Bowser que si lo odia, hasta que en Donkey Kong Bananza Pauline entablece una amistad con Donkey Kong.